# Partido Liberal de Guinea Ecuatorial
El Partido Liberal de Guinea Ecuatorial (PL) es uno de los grupos políticos de oposición al gobierno de Teodoro Obiang.

## Historia
Fue fundado en 1993 a partir de una escisión de la Convención Liberal Democrática (CLD) liderada por el hasta entonces vicepresidente de esta última, Santos Pascual Bikomo Nanguande. En las elecciones legislativas de 1993, el PL obtuvo un 6,4% de los votos y un escaño en la Cámara de los Representantes del Pueblo.
Nacido como un partido claramente opositor al régimen de Teodoro Obiang Nguema, muchos de sus miembros desarrollaron sus actividades políticas en el exterior. Su antiguo secretario general, Malela Idjabe, ejerció como Ministro de Trabajo y Acción Social en el Gobierno de Guinea Ecuatorial en el Exilio, formado en 2003. El partido también formó parte de la coalición Demócratas por el Cambio para Guinea Ecuatorial, constituida en 2005.
No obstante, poco tiempo después el PL abandonó su vocación opositora y comenzó a mostrar una actitud favorable al régimen de Obiang. Desde 2008 hasta la fecha, el partido se ha presentado junto a otras formaciones opositoras en coalición con el gobernante Partido Democrático de Guinea Ecuatorial (PDGE) en elecciones legislativas.
Actualmente, el líder del partido es Salvador Nguema Mangue.